# Université de Fukushima

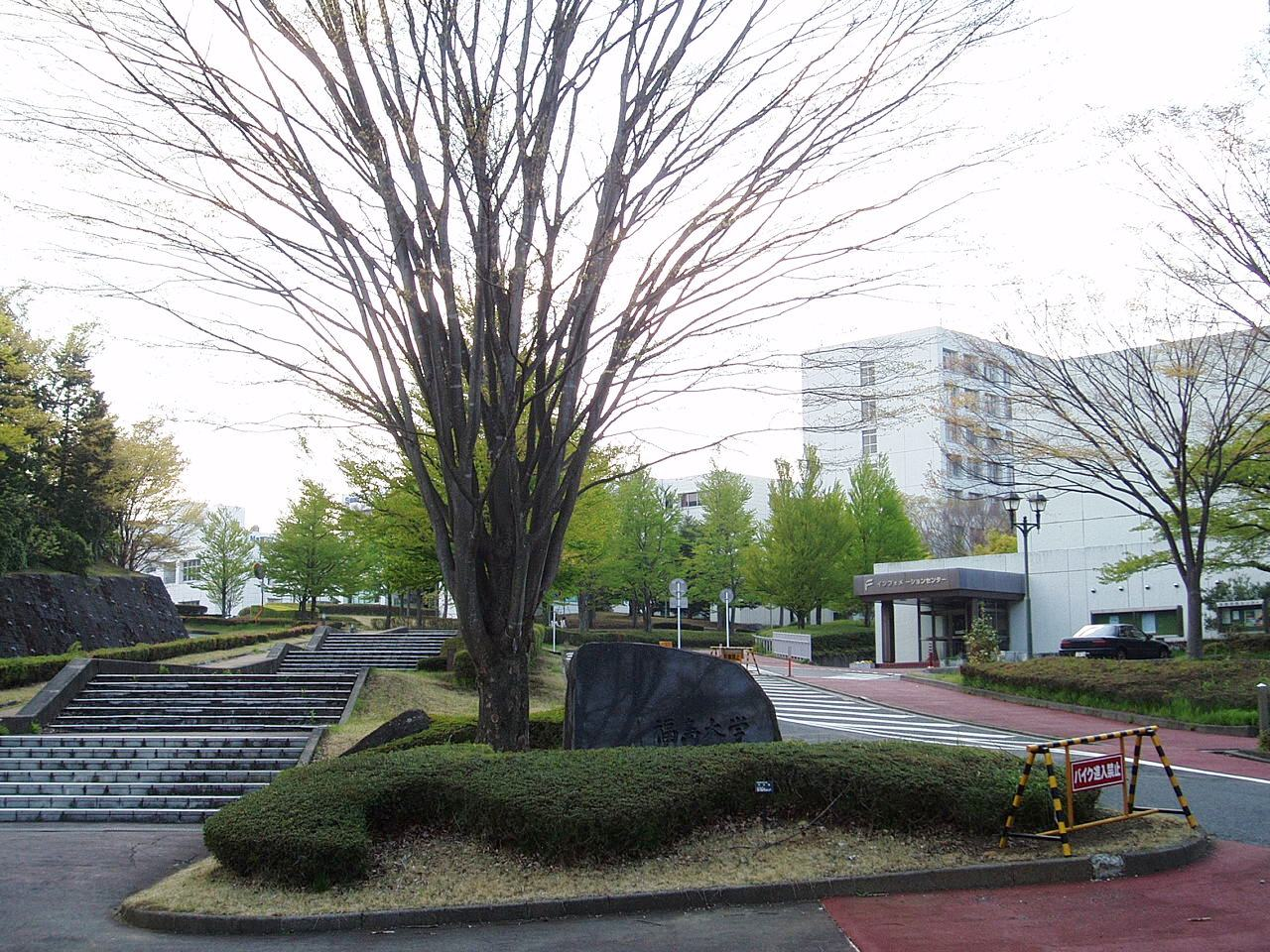
Entrée principale

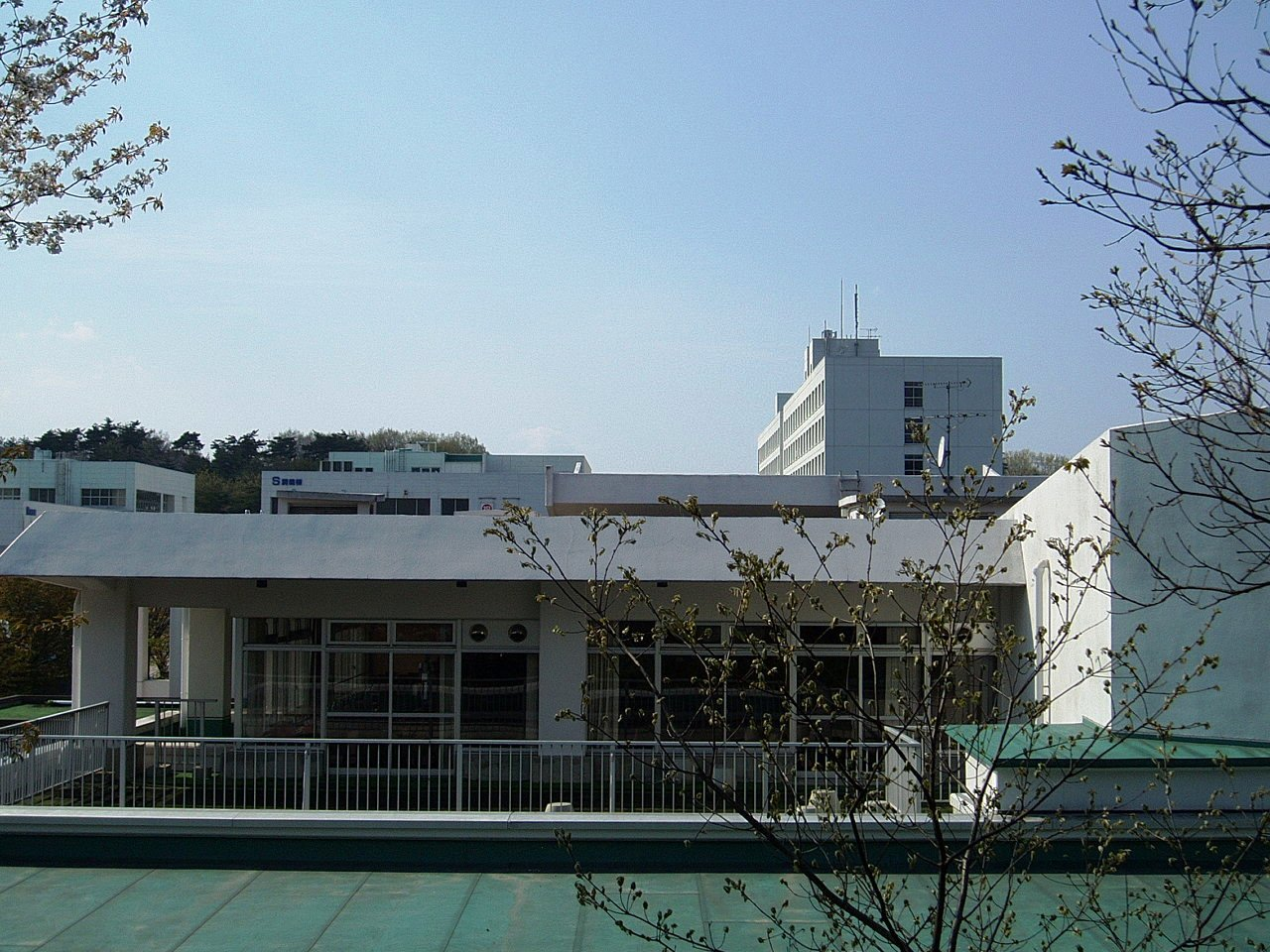
Autre vue de l'Université de Fukushima

L'université de Fukushima (福島大学, Fukushima daigaku, couramment abrégée en Fukudai, 福大) est une université nationale japonaise, située à Fukushima dans la préfecture de Fukushima.

## Histoire
L'université fut créée en 1949 par la fusion de 3 écoles, l'école d'économie de Fukushima (福島経済専門学校, Fukushima keizai semmon gakkō) fondée en 1921, l'école d'éducation de Fukushima (福島師範学校, Fukushima shihan gakkō) fondée en 1874, et l'école d'éducation supérieure de Fukushima (福島青年師範学校, Fukushima seinen shihan gakkō) fondée en 1920.
Après l'accident nucléaire de Fukushima en 2011, un institut de recherche sur les radiations auquel participe plusieurs autres universités est ouvert par l'établissement pour suivre ses effets sur l'environnement.

## Composantes
L'université est structurée en facultés de 1er cycle (学群, gakugun), qui ont la charge des étudiants de 1er cycle universitaire et sous divisées en 4 composantes d'enseignement (学類, gakurui), et en facultés de cycles supérieurs (大学院, daigakuin), qui ont la charge des étudiants de 2e et 3e cycle universitaire.

### Facultés de1ercycle
L'université compte 2 facultés de 1er cycle (学部, gakubu).
- Sciences humaines et sociales
  - Culture et développement humain
  - Administration et sciences sociales
  - Économie et administration
  - Arts
- Sciences et technologies

### Facultés de cycles supérieur
L'université compte 4 facultés de cycles supérieurs (大学院, daigakuin).
- Éducation
- Politique publique et administration régionale
- Économie
- Sciences et techniques des systèmes symbotiques